# Iwerne Courtney
Iwerne Courtney är en ort i Iwerne Courtney or Shroton i Storbritannien. Den ligger i grevskapet Dorset och riksdelen England, i den södra delen av landet, 160 km väster om huvudstaden London. Iwerne Courtney ligger 60 meter över havet och antalet invånare är 410. Byn nämndes i Domedagsboken (Domesday Book) år 1086, och kallades då Werne.
Terrängen runt Iwerne Courtney är huvudsakligen platt, men åt sydväst är den kuperad. Runt Iwerne Courtney är det ganska tätbefolkat, med 108 invånare per kvadratkilometer. Närmaste större samhälle är Manston, 6,0 km nordväst om Iwerne Courtney. Trakten runt Iwerne Courtney består till största delen av jordbruksmark.
Kustklimat råder i trakten. Årsmedeltemperaturen i trakten är 9 °C. Den varmaste månaden är augusti, då medeltemperaturen är 16 °C, och den kallaste är november, med 5 °C.